# John Atkinson Grimshaw

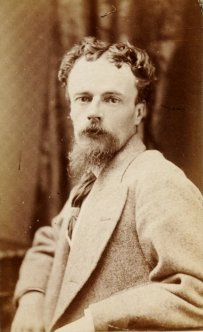
John Atkinson Grimshaw

John Atkinson Grimshaw (* 6. September 1836 in Leeds, England; † 31. Oktober 1893 in Leeds) war ein englischer Maler.

## Leben und Werk
John Atkinson Grimshaw war der Sohn eines Polizisten. Er erhielt keine formelle Kunstausbildung, sondern lernte autodidaktisch anhand von Beispielen. 1861 gab er seine Arbeit als Eisenbahnangestellter auf und widmete sich ganz der Malerei, zur Bestürzung seiner Eltern, die seine künstlerischen Ambitionen zutiefst missbilligten. Grimshaws erste Werke waren Stillleben von toten Vögeln, Blüten und Obst im Stile William Henry Hunts. Zu seinen ersten Kunden zählten Mitglieder der Leeds Philosophical and Literary Society. Mit zunehmender Anerkennung als Maler in seiner Heimatstadt zog Grimshaw 1865 zusammen mit seiner Frau Fanny in einen vornehmeren Stadtteil um.
Ab 1862 begann er, seine Werke in London auszustellen, und zeigte fünf Gemälde an der Royal Academy of Arts. Mit der Zeit entwickelte er einen eigenen Stil, der sich in seinen dunstigen Stadt- und Hafenansichten zur Dämmerstunde sowie Mondlicht- und Herbstszenen niederschlug. Daneben malte er auch Porträts, Interieurs und Feenbilder. Sein kommerzieller Erfolg ermöglichte Grimshaw 1870, sich in der Knostrop Old Hall niederzulassen, einer Villa am Stadtrand von Leeds. Mitte der 1880er Jahre hatte er für kurze Zeit ein Atelier in London. Seine Frau gebar fünfzehn Kinder, von denen sechs das Erwachsenenalter erreichten. Mehrere seiner Kinder, darunter die Söhne Arthur Edmund (1864–1913) und Louis H. (1870–1944), wurden ebenfalls Maler. Grimshaw starb 1893 an einer Krebserkrankung. Seine frühen Gemälde sind mit „J.A. Grimshaw“ signiert, ab etwa 1867 nur noch mit „Atkinson Grimshaw“.

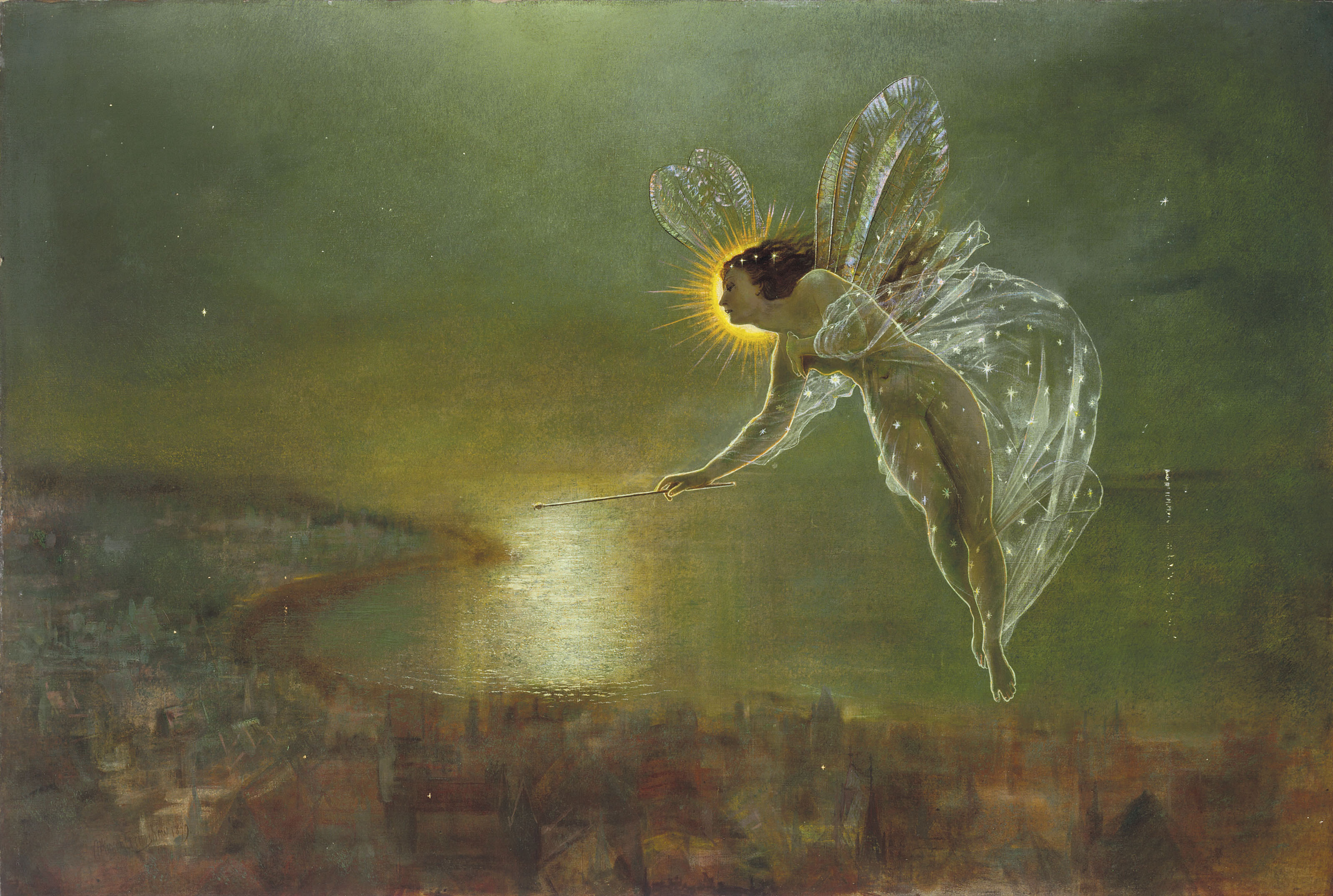
Spirit of the Night (1879)
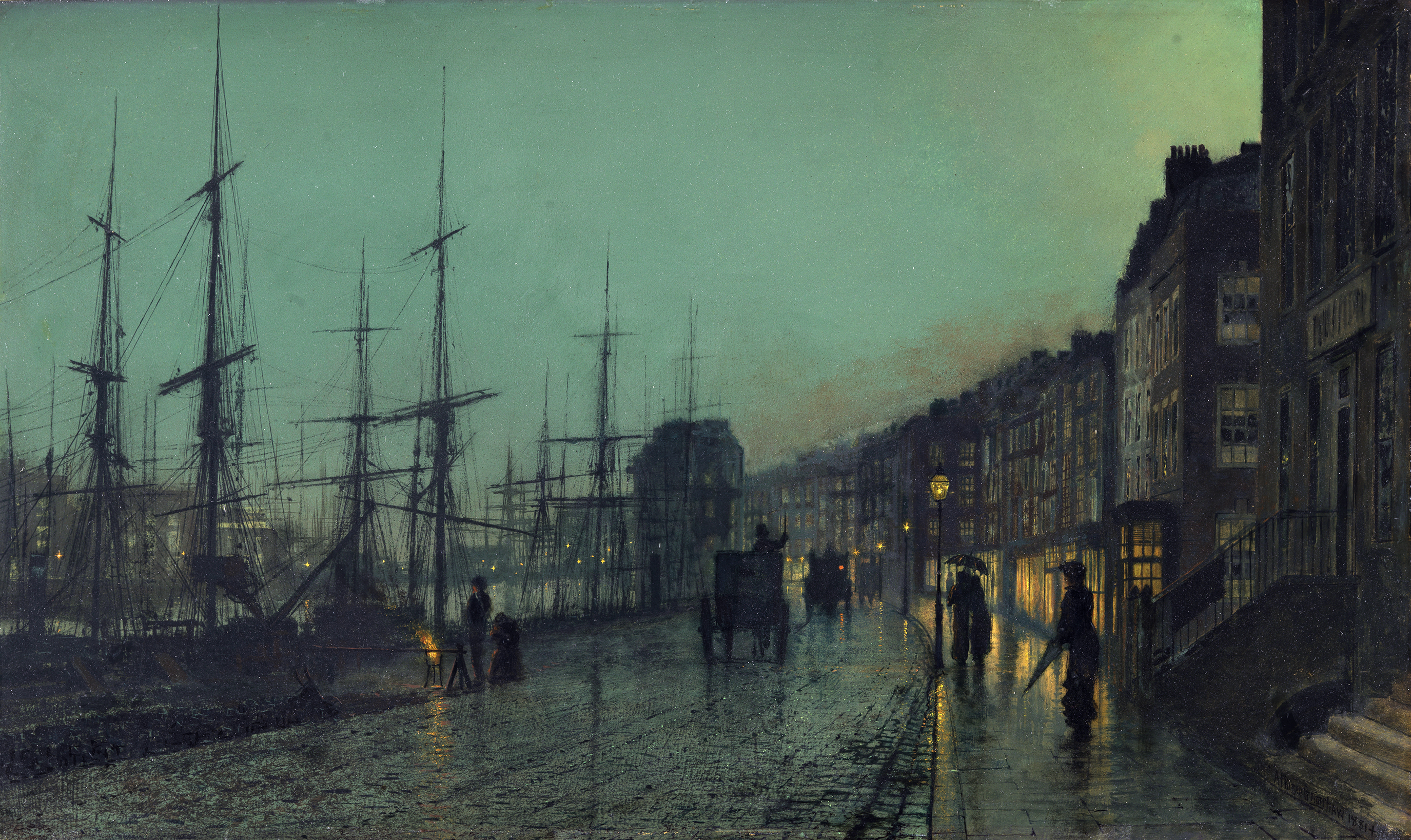
Shipping on the Clyde (1881)
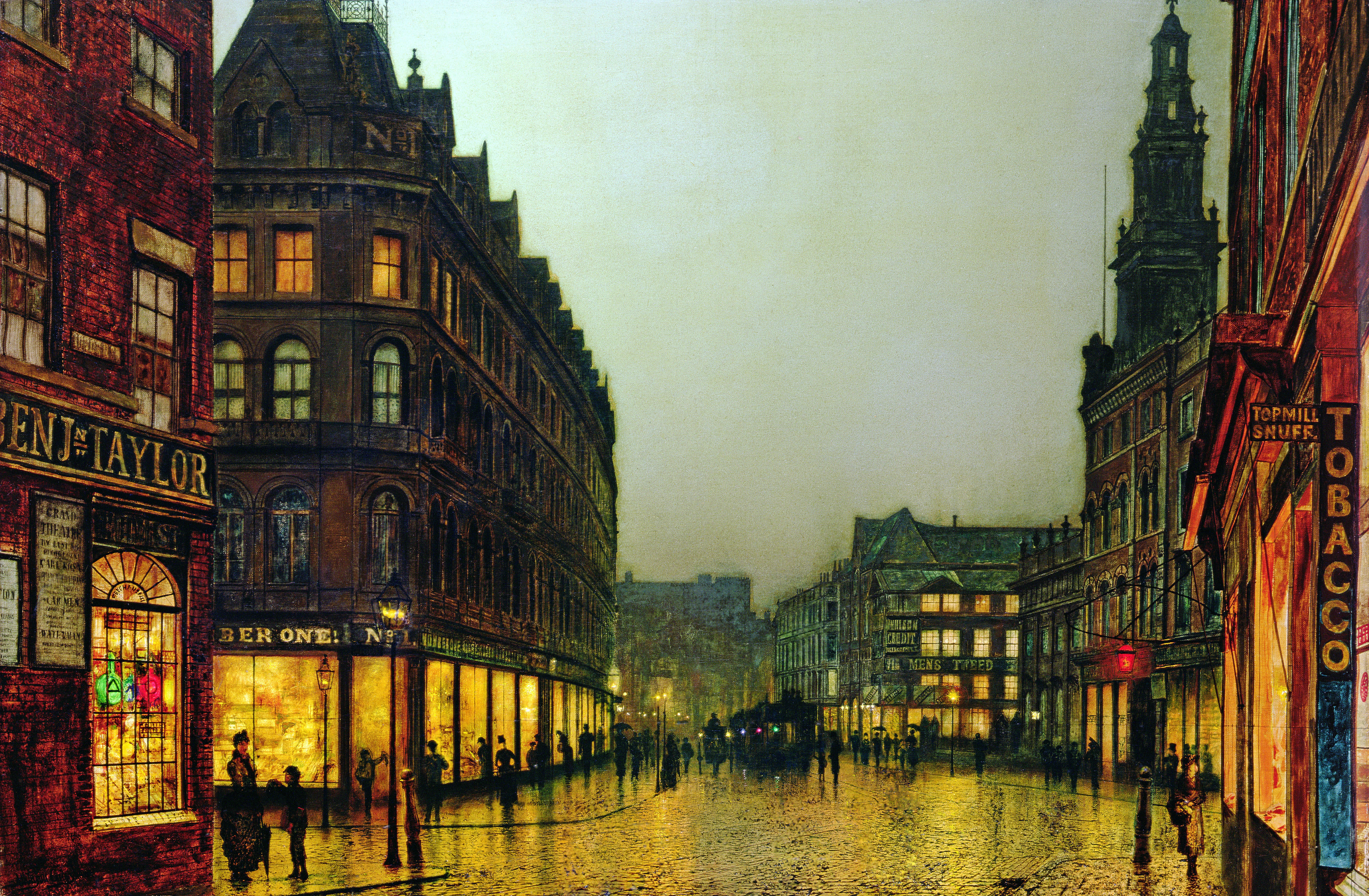
Boar Lane, Leeds (1881)
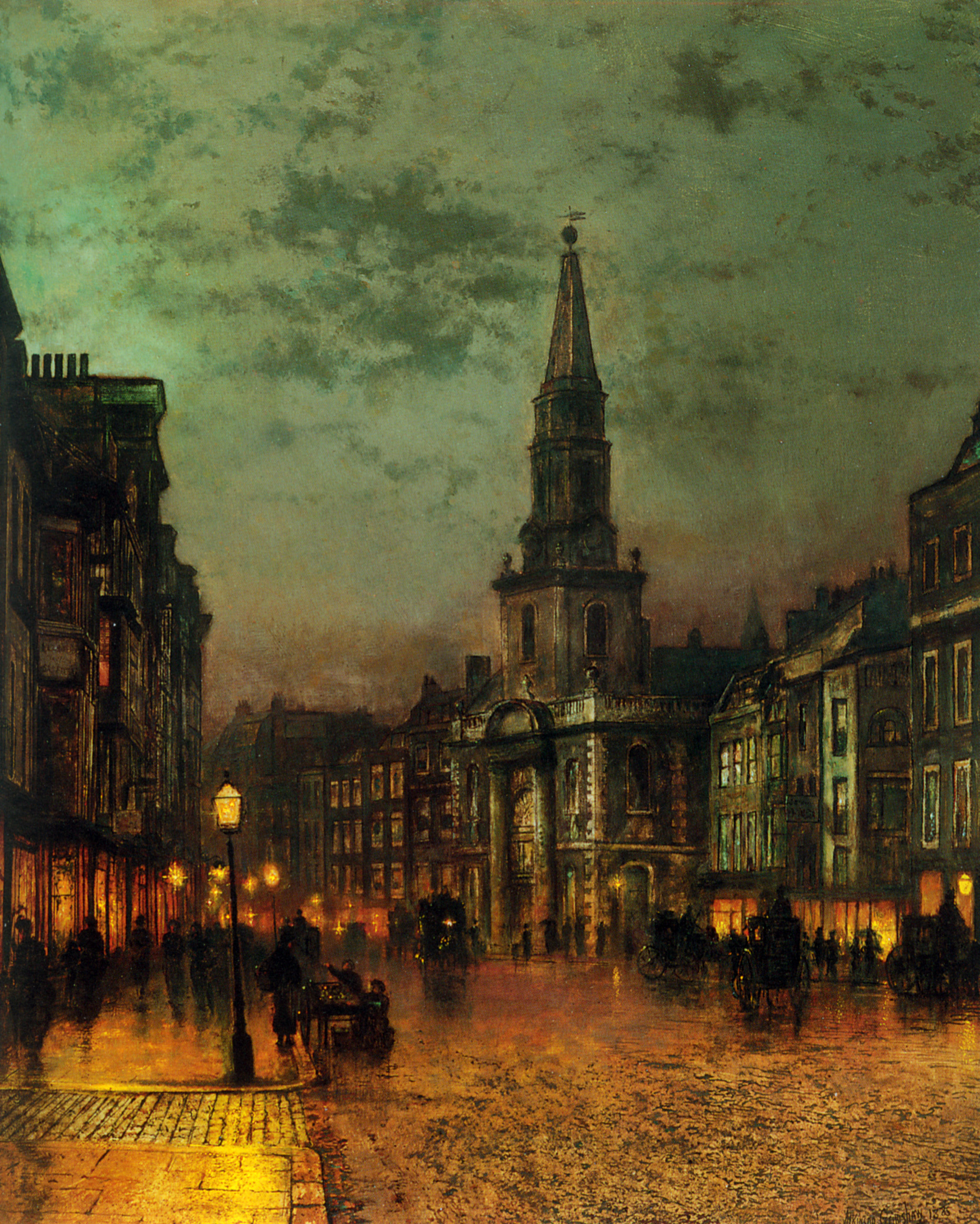
Blackman Street, London (1885)

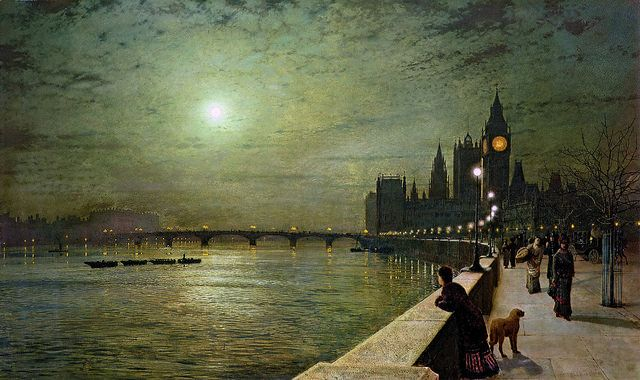
Reflections on the Thames, Westminster, 1880.